# Соколов, Дмитрий Николаевич
Дми́трий Никола́евич Соколо́в (род. 21 января 1985, Александровское, Ставропольский край, СССР) — российский баскетболист, играющий на позиции центрового.

## Биография
Карьеру Соколов начал в возрасте 15 лет, дебютировав за команду «Ставрополь-Пограничник» в сезоне 2000/2001. После одного года в подмосковном «Пулково» подписал контракт с клубом Суперлиги А ростовским «Локомотивом». За 4 проведенных сезона (2002-2006) в «Локомотиве-Ростов» Соколов вырос в одного из лидеров.
В 2006 году перешёл в казанский УНИКС, с которым добился своих первых успехов на клубном уровне. В дебютном же сезоне вышел в финал чемпионата России. Спустя два года Соколов стал бронзовым призёром Суперлиги А, закрепив самый успешный на тот момент сезон в карьере победой в финале Кубка России над московским «Динамо».
Самым успешным этапом карьеры центрового стал 4-летний отрезок (2009-2013) в составе ЦСКА. Соколов четырежды становился чемпионом России (2009-2013), трижды чемпионом Единой лиги ВТБ (2010, 2012-2013) и выигрывал Кубок России в 2010 году. Именно в составе столичного клуба Дмитрий дебютировал в Евролиге, дважды став бронзовым призёром (2010, 2013), а также участвовал в финале (2012) сильнейшего соревнования на континенте.
Следующие два сезона Соколов вновь защищал цвета казанского УНИКСа. В сезоне 2013/2014 он в третий раз стал обладателем Кубка России и впервые вышел в финал Еврокубка, в котором, казанцы уступили испанской «Валенсии». В сезоне 2014/2015 Соколов вновь получил шанс выступить в Евролиге, сыграв за УНИКС в 7 матчах. Всего же на счету центрового 43 матча в Евролиге, в которых он набирал 3.4 очка и 2.3 блока в среднем за игру.
В июле 2015 года стал игроком «Красного Октября». В общей сложности Соколов провёл за волгоградский клуб 20 матчей. В Еврокубке в 8 матчах, набирая 8.8 очков и 5.3 подборов, в Единой лиге ВТБ – 10 матчей, набирая 7.9 очков и 4.9 подбора в среднем за игру.
В августе 2018 года Соколов подписал однолетний контракт с «Пармой», но уже после старта тренировочного процесса понял, что травма плеча не позволит ему играть в полную силу. В итоге контракт был расторгнут по соглашению сторон, а сам Дмитрий принял решение завершить игровую карьеру.
В марте 2019 года Соколов возобновил игровую карьеру, подписав контракт с «Химками» до конца сезона 2018/2019, однако так и не сыграл ни одного матча в сезоне.

## Сборная России
В составе молодёжной сборной России (не старше 20 лет) в 2005 году стал победителем молодёжного чемпионата Европы. Играл за главную сборную страны на чемпионате Европы по баскетболу в 2009 и 2013 годах.

## Достижения
- Чемпион Европы по баскетболу (не старше 20 лет): 2005.
- Серебряный призёр чемпионата России: 2006/2007.
- Бронзовый призёр чемпионата России: 2008/2009.
- Обладатель Кубка России по баскетболу: 2009, 2010.
- Чемпион Единой лиги ВТБ 2009/2010.
- Чемпион России по баскетболу: 2009/2010.